# New Third Yakuza II
New Third Yakuza II (en japonés: 新・第三の極道II, Shin daisan no gokudō II?) también conocida como New Third Gangster 2, es una película japonesa de acción y crimen de 1996 dirigida por Takashi Miike y basada en un manga de Kazuhiko Murakamiy.Es una secuela de la película New Third Yakuza: Outbreak Kansai Yakuza Wars de 1996, que a su vez también es una secuela de la película The Third Yakuza de 1995, ambas dirigidas por Takashi Miike.

## Argumento
Tras el asesinato de Soma, la mano derecha de Masaki, a manos de tres asesinos. Masaki, para poder vengarse y encontrar quien está detrás de este asesinato, no le queda más remedio que aliarse con Karasaki, uno de los hombres que mató a Soma.

## Reparto
| Actor             | Papel                                                   |
| ----------------- | ------------------------------------------------------- |
| Kiyoshi Nakajo    | Reijiro Masaki                                          |
| Keishiro Kojima   | Seido Miyajima. Jefe de Todo-gumi de tercera generación |
| Takashi Noguchi   | Takeda, presidente de Bukyokai                          |
| Shigeru Inoue     | Jefe Kokubun. Kokubun-gumi                              |
| Ryūji Katagiri    | Shimizu. Bukyokai                                       |
| Kazuhiko Murakami | Casamentero                                             |
| Ei Hamura         | Atsushi (Hirata Motors)                                 |
| Kōji Shimizu      | Jefe Retsu Hattori. Hattori-gumi                        |
| Harumi Sone       | Kentaro Soma                                            |
| Masahiko Sakata   | Sone (detective)                                        |
| Asami Sawaki      | Tamami                                                  |

## Lanzamiento y secuelas
New Third Yakuza II, fue lanzada en Japón el 20 de marzo de 1996 directamente a vídeo (VHS) para el mercado del V-Cinema,y en DVD en 2005, por GP Museum Soft. También tuvo un lanzamiento en Alemania en DVD, el 29 de agosto de 2008, en versión original con subtítulos en alemán, en una edición que contiene las dos  películas de New Third Yakuza dirigidas por Takashi Miike.
Tras la producción de The Third Yakuza, le siguieron dos secuelas más dirigidas por Takashi Miike: New Third Yakuza: Outbreak Kansai Yakuza Wars y New Third Yakuza II, las dos estrenadas directamente en vídeo en 1996.
A raíz de la película The Third Yakuza, se realizaron hasta 12 secuelas con el nombre de New Third Yakuza entre los años 1996 y 2000.Solo la tercera y la séptima se estrenaron en cines.
- 1. New Third Yakuza (新・第三の極道, Shin daisan no gokudô?) también conocida como New Third Yakuza: Outbreak Kansai Yakuza Wars (新・第三の極道 勃発 関西極道ウォーズ！！, Shin daisan no gokudô - boppatsu Kansai gokudô sensô?) (1996) Dirigida por Takashi Miike.
- 2. New Third Yakuza II (新・第三の極道II, Shin daisan no gokudō II?) (1996) Dirigida por Takashi Miike.
- 3. New Third Yakuza III (新・第三の極道III, Shin daisan no gokudō III?) (1996) Dirigida por Masaru Tsushima.
- 4. New Third Yakuza IV: The Secret Gang (新・第三の極道Ⅳ 裏盃の軍団, Shin daisan no gokudō Ⅳ ura sakazuki no gundan?) (1996) Dirigida por Masaru Tsushima.
- 5. New Third Yakuza V: Counterattack of the Secret Cup (新・第三の極道Ⅴ 裏盃の逆襲, Shin daisan no gokudō Ⅴ ura sakazuki no gyakushū?) (1997) Dirigida por Masaru Tsushima.
- 6. New Third Yakuza VI: The Mafia's Terror (新・第三の極道Ⅵ マフィアの戦慄, Shin daisan no gokudō Ⅵ Mafia no senritsu?) (1997) Dirigida por Masaru Tsushima.
- 7. New Third Yakuza VII Movie Edition (新・第三の極道Ⅶ 劇場版, Shin daisan no gokudō Ⅶ gekijō-ban?) (1998) Dirigida por Shigeru Ishihara.
- 8. New Third Yakuza: Corrupt Bureaucrats vs. the Secret Gang (新・第三の極道 ～腐敗官僚VS裏盃の軍団～, Shin daisan no gokudō ~fuhai kanryō VS ura sakazuki no gundan~?)  (1998) Dirigida por Masaru Tsushima.
- 9. New Third Yakuza: Secret Ceremonies and the Law of Bloodshed (新・第三の極道 ～裏盃・流血の掟～, Shin daisan no gokudō ~ura sakazuki ryūketsu no okite~?) (1999) Dirigida por Masaru Tsushima.
- 10. New Third Yakuza: Funeral Bullet (新・第三の極道 ～弔いの銃弾～, Shin daisan no gokudō ~tomurai no jūdan~?) (1999) Dirigida por Shigeru Ishihara.
- 11. New Third Yakuza: Bloodstained Honor (新・第三の極道 ～血塗られた仁義～, Shin daisan no gokudō ~chinura reta jingi~?) (2000) Dirigida por Shigeru Ishihara.
- 12. New Third Yakuza: Secret Ceremony Forever... (新・第三の極道 ～裏盃よ永遠に…～, Shin daisan no gokudō ~ura sakazuki yo eien ni…~?) (2000) Dirigida por Masaru Tsushima.[8]

## Recepción
El crítico Rouven Linnarz, en una reseña para Asian Movie Pulse, escribió: «Al final, “New Third Yakuza” y “New Third Yakuza II” son demasiado largas y defectuosas, con un guion inflado y demasiados personajes. Dado el contexto del trabajo de Miike, estas son dos películas bastante olvidables, que presentan muy poco el tipo de alegría y creatividad, de la que hoy en día ya se ha convertido en una marca registrada del director».